# Headplate
Headplate es una banda sueca proveniente de la ciudad de Gotemburgo. La banda se formó en 1993 por el baterista Niklas Österlund y el guitarrista Daniel Granstedt. Casi todas sus canciones pueden ser descargadas gratuitamente en su sitio web.
En el año de 1999 la banda firmó un contrato con Gain Productions / Gain Recordings, una pequeña compañía discográfica de Gotemburgo, en Suecia. La banda ha lanzado cuatro discos a través de esta discográfica: "Bullsized" (2000), "Delicate" (2002) "Pieces" (2003) y "12-12-12" (2012).

## Discografía

### Álbumes
- Bullsized - (2000)
- Delicate - (2002)
- Piece - (2003)
- 12-12-12 - (2012)

### Videos
- Bullsized - (2000)
- Feel like porn - (2001)
- Jump the bridge - (2002)

## Integrantes

### Miembros actuales
- Daniel Granstedt - voz, guitarra (1993-)
- Niklas Österlund - batería (1993-)
- Håkan Skoger - bass (1994-2003, 2012–)
- Johan Andreassen - bajo (2003-2005, 2012–)
- Hezzy - voz (2012–)

### Miembros pasados
- Magnus Klavborn - Voz (2005) (Actual vocalista de Engel)
- Marcus Österlund - Bajo (1993-1994) Guitarra (1999)